# Vienna Comix
Die Vienna Comix ist eine seit dem Jahr 1993 zweimal jährlich stattfindende Comic-Convention in Wien. Sie ist aus einer Tausch- und Verkaufsbörse entstanden und mittlerweile eine der größten Comic-Messen Europas mit Verkaufsbörse und Ausstellung für Comics und Figuren aller Genres.

## Entwicklung
Ihre Anfänge fand die Vienna Comix am 26. September 1993 in einem Pfarrsaal im Wiener Gemeindebezirk Hernals, damals noch als eintägige Comic- und Figurenbörse. Bevor sie am 15. Februar 1998 über tausend Besucher in die Berufsschule Längenfeldgasse lockte, nahm sie im Jahr 1997 einen Zwischenstopp in einem Saal des Kolpinghauses. Schon 10 Jahre später wuchs die Veranstaltung durch ihren Umzug in das Modegroßcenter ein großes Stück.
Zum 20-jährigen Jubiläum, am 29. September 2013, bekam die Comic- und Figurenbörse ihren neuen und bis heute aktuellen Namen Vienna Comix. Ein Jahr später wurde die Messe zu einem Zwei-Tages-Event und fand ihre Termine jeweils im Frühjahr und im Herbst.
Im Herbst 2015 fand die Vienna Comix erstmals in der Marx-Halle in Wien statt und erreichte damit eine Größe von 6.000 m2. Die Marx Halle ist ebenfalls im 3. Wiener Gemeindebezirk und bietet 20.000 m2 die auf vier Studios aufgeteilt sind. Das Jahr darauf gab es zum ersten Mal den Market als Verkaufs-Event im Modegroßcenter statt, bei dem Zeichner, Cosplayer und bis zu 3.000 Besucher zusammentreffen und alles im Bereich Comic erwerben können. Das Modegroßcenter im 3. Wiener Gemeindebezirk, kurz MGC wurde im Jahr 2012 generalsaniert und auf 56.000 m2 vermietbare Fläche erweitert. Im Jahr 2019 wurde das MGC von der Hallmann Holding gekauft. Von da an bis 2020 war diese der neue Veranstaltungsort der Vienna Comix sowie des Comix Markets. Im Jahr 2020 musste die Vienna Comix zum ersten Mal in ihrer Geschichte aufgrund von Covid-19 abgesagt werden.
Im Jahr 2022 ging die Vienna Comix wieder weiter. und am 22. und 23. April 2023 feierte die Vienna Comix ihren 30. Geburtstag.

## Rahmenprogramm
Die Veranstaltung findet samstags und sonntags statt und bietet 100 Händler für Comics oder Figuren aller Genres. Neben Comics und Figuren können aber auch Produkte wie Lego, DVDs/BluRays, Games oder Merchandise-Prdoukte präsentiert werden. Das Programm umfasst etwa 100 Star-Gäste und Zeichner sowie Workshops und Präsentationen. Außerdem findet jedes Jahr ein Zeichenwettbewerb für junge Zeichner statt, bei dem man sein Werk zum jeweiligen Thema einschicken kann. Für Cosplayer findet sonntags ein Outdoor Comix Cosplay Fotoshooting statt. Die Veranstaltung ist eingebettet in die Vienna Comix Week, in der sich an mehreren Orten die regionale Comicszene vorstellt und die in der Vienna Comix ihren Abschluss findet.
Bei der jeweils ersten Veranstaltung im Jahr, also im Frühjahr, veranstaltet die Vienna Comix ein Star-Wars-Special mit Cosplayern, Fanclubs, Lego-Bauten, Star-Wars-Dekoration und bei gutem Wetter einem Laser-Schwertkampf.
An ausgewählten Zusatzterminen findet der Comix Market, ein Tag mit Börsen-Shopping, statt. An diesem Tag treffen gewerbliche und private Händler und Händlerinnen, Künstler und Künstlerinnen mit eigenen Ständen oder Selbstverlagen, Community-Fanclubs und Cosplayer und -playerinnen aufeinander.